# تستوسترون دکانوات
تستوسترون دکانوات (به انگلیسی: Testosterone decanoate) یک داروی استروئید آنابولیک با تأثیرات آندروژنیک است که در ترکیب داروی مشهور سوستانون ۲۵۰ به کار می‌رود. این ترکیب پودر کریستالی سفید رنگ غیرقابل حل در آب، قابل حل در الکل، کلروفورم، اتر، استون و روغنهای گیاهی است. این ترکیب در برابر تابش نور حساس است.